# Seonhak (métro d'Incheon)
Seonhak (hangeul : 선학 ; hanja : 仙鶴) est une station de passage la ligne 1 du métro d'Incheon. Elle est située au 480 Gyeongwon-daero, quartier Seonhak-dong dans l'arrondissement de Yeonsu-gu de la ville d'Incheon, à l'ouest de Séoul, en Corée du Sud.
Ouverte en 1999, la station est desservie par les rames qui circulent sur la ligne 1 du métro d'Incheon qui fait partie du régime tarifaire du réseau du métro de Séoul.

## Situation sur le réseau

Plan du réseau du métro de Séoul (2023)

La station souterraine Seonhak est une station de passage de la ligne 1 du métro d'Incheon : elle est située entre la station Complexe sportif de Munhak, en direction du terminus nord Gyeyang, et la station Sinyeonsu, en direction du terminus sud Songdo Moonlight Festival Park.

## Histoire
La station Seonhak est mise en service le 6 octobre 1999, lors de l'ouverture à l'exploitation de la section, de Dongmak à  Bakchon.
Avant 2010, le métro d'Icheon disposait de son propre système de billetterie, depuis il est intégré dans le système du métro de Séoul. Cette fusion est aussi visible sur les plans du métro de Séoul qui incluent maintenant le métro d'Incheon.

## Services aux voyageurs

### Accès et accueil
La station souterraine est située au 480 Gyeongwon-daero, quartier Seonhak-dong. Elle dispose de quatre bouches, numérotées de 1 à 4, situées de part et d'autre de la Gyeongwon-daero. Comme toutes les stations de la ligne, elle dispose d'une billetterie équipée d'automates pour l'achat de titres de transport valables sur l'ensemble du réseau du métro de Séoul.

### Desserte
Seonhak est desservie par les rames omnibus qui circulent sur la ligne 1 du métro d'incheon. Elle dispose de deux voies et deux quais latéraux équipés de portes palières.

Installations
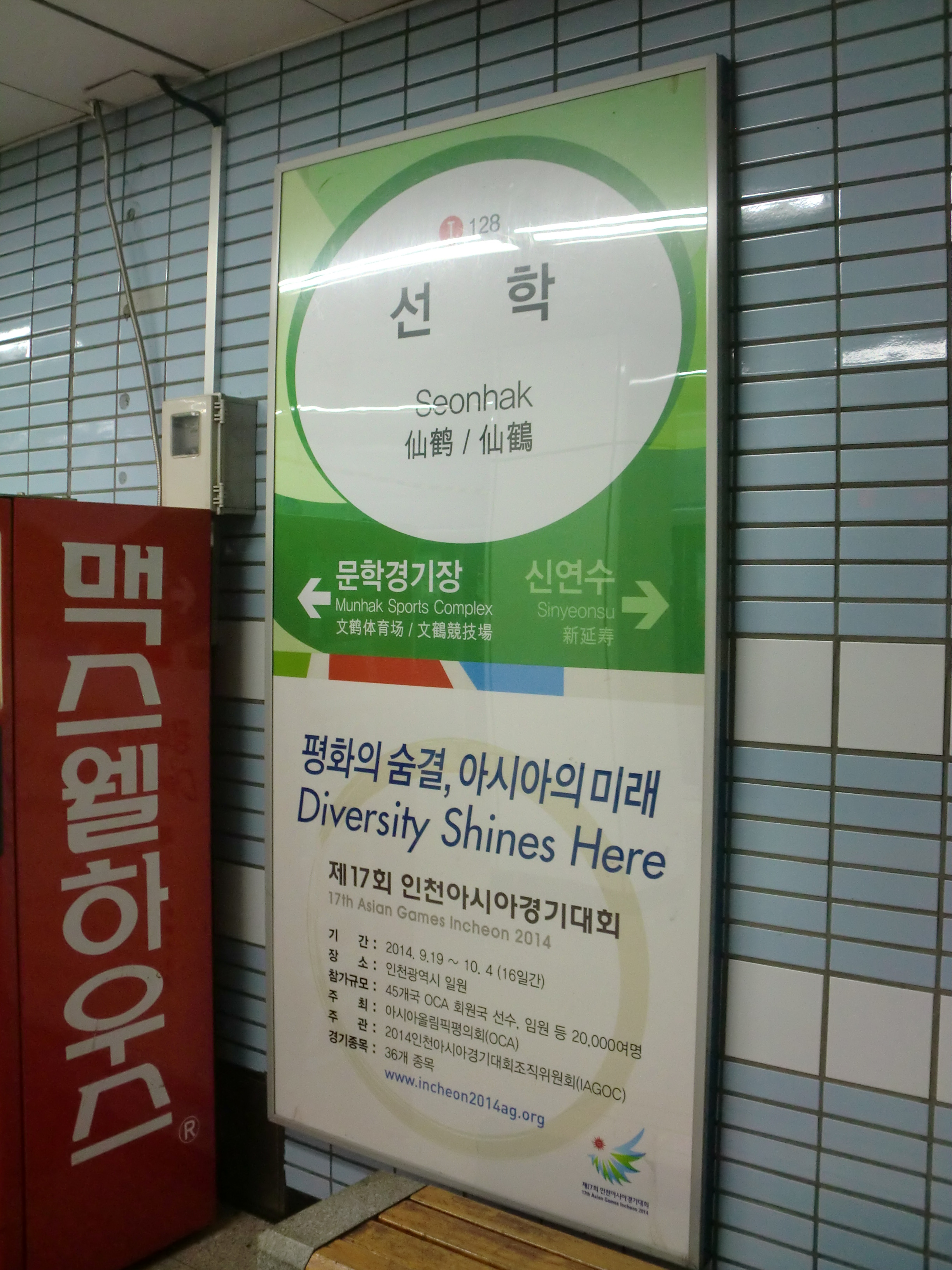
En 2016.
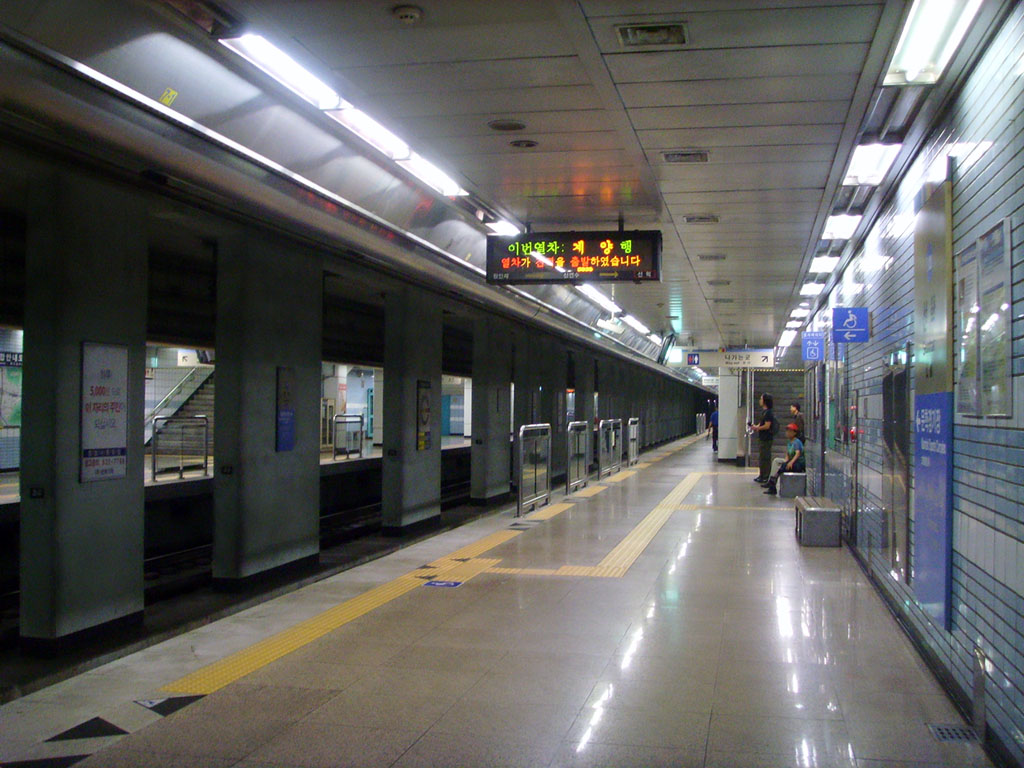
En 2008.

### Intermodalité
Des arrêts de bus sont établis à proximité des bouches de la station.